# Krigsåret 1989

## Pågående krig
- Afghansk-sovjetiska kriget (1979-1989)
  - Sovjet och Afghanistan på ena sidan
  - Afghanska mujahedin (med stöd från USA, Pakistan och flera arabländer) på den andra sidan

- Inbördeskriget i El Salvador (1979-1992)[1]

- Inbördeskriget i Sri Lanka (1983- )

## Händelser

### Januari
- 4 januari - Amerikanska Grumman F-14 Tomcat-jaktflygplan skjuter ned två libyska jaktflygplan över Medelhavet.[2]
- 10 januari – Kuba börjar ta hem 50 000 soldater från Angola, i samband med 30-årsminnet av Kubanska revolutionen.[2]

### Februari
- 2 februari – JAS 39 Gripen kraschlandar på SAAB:s flygfält i Linköping strax före landningen. Piloten överlever.[2]
- 15 februari - Sovjetunionen skickar hem sina sista militära styrkor från Afghanistan; slut på det Afghansk-sovjetiska kriget.[2]

### Mars
- 13 mars – En första utredning visar att styrfel orsakade föregående månads olycka med JAS 39 Gripen.[2]

### April
- 2 april – 142 personer omkommer då en sovjetiska atom-u-båt i Mike-klass fattar eld och sjunker i Norska havet, 190 kilometer sydväst om Björnön, och 42 personer ur besättningen omkommer.[2]
- 3 april – Sydafrikanska styrkor och SWAPO drabbar samman vid häftiga strider i norra Sydvästafrika.[2]
- 12 april – Svenske kustkorvetten HMS Göteborg sjösätts i Karlskrona, och specialbyggd för Svenska flottans u-båtsjakt.[2]
- 20 april - 100-årsminnet av Adolf Hitlers födelse uppmärksammas.[2]
- 28 april - Vapenvilan i Libanon träder i kraft.[2]

### Maj
- 18 - Sovjetunionen skickar hem sina sista militära styrkor från Afghanistan; slut på det Afghansk-sovjetiska kriget.

### Juni
- 24 juni - Ett avtal om vapenvila träder i kraft i Angola.[2]
- 27 juni - Från Sri Lanka meddelas att regeringen och LTTE enats om vapenvila.[2]

### Augusti
- 10 augusti - General Colin Powell utses till USA:s första svarta överbefälhavare.[2]
- 14 augusti - 20-årsminnet av då Storbritannien skickade trupper till Nordirland uppmärksammas.[2]
- 18 augusti - Colombias president Virgilio Barco förklarar krig mot knarkmaffian.[2]

### September
- 1 september - 50-årsminnet av andra världskrigets utbrott uppmärksammas med diverse ceremonier i Polen, Östtyskland och Västtyskland.[2]
- 4 september - Vid Stockholms tingsrätt inleds rättegången mot tre så tidigare Boforschefer, vilka misstänks för grov varusmuggling.[2]
- 26 september – Vietnam drar tillbaka sina 26 000 kvarvarande soldater från Kampuchea.[2]

### Oktober
- 19 oktober - Dick Börjesson utses till chef för Svenska marinen från 1 oktober 1990.[2]

### November
- 1 november - Vapenstilleståndet i Nicaragua upphävs.[2]
- 19 november - Undantagstillstånd och utegångsförbud införs i inbördeskrigets El Salvador, efter häftiga attacker från FMNL-gerillan. Striderna kräver över 1 000 dödsoffer, många av dem civila.[2]
- 30 november - 50-årsminnet av Finska vinterkrigets utbrott uppmärksammas.[2]

### December
- 3 december - Geirllaledaren Eden Pastora återvänder till Nicaragua efter åtta års exil.[2]
- 14 december - Sveriges riksdag beslutar att lägga ned landskapsregementena i Örebro, Växjö och Uddevalla.[2]
- 17 - Trupper skjuter mot demonstranter i Timișoara; den Rumänska revolutionen 1989.
- 20 december - Amerikanska trupper sätts in mot Manuel Noriega i Panama.[2]
- 26 december - Talesmän för de amerikanska styrkorna på plats i Panama meddelar att det väpnade motståndet upphört, och att Manuel Noriega gömt sig Vatikanstatens ambassad i Panama City den 24 december 1989.[2]

## Avlidna
- 13 mars - Carl von Horn, 85, svensk generalmajor.[2]
- 13 december - Olive Booth, 98, svensk överstölöjtnant.[2]

### Fotnoter
1. ↑  ”Chronological List of All Wars”. Arkiverad från originalet den 9 oktober 2014. https://web.archive.org/web/20141009082543/http://www.correlatesofwar.org/COW2%20Data/WarData_NEW/WarList_NEW.pdf. Läst 29 juni 2011.
2. 1 2 3 4 5 6 7 8 9 10 11 12 13 14 15 16 17 18 19 20 21 22 23 24 25 26 27 28   Horisont 1989. Bertmarks